# Трипаносомы
Трипаносомы (лат. Trypanosoma) — род паразитических одноклеточных организмов из семейства трипаносоматид, которые паразитируют на различных хозяевах и вызывают многие заболевания как у людей (сонная болезнь, болезнь Шагаса), так и у животных (случная болезнь лошадей). Естественным резервуаром трипаносом в основном являются млекопитающие, переносчиком — насекомые. Муха цеце является переносчиком Trypanosoma brucei — возбудителя сонной болезни. Триатомовые клопы являются переносчиками Trypanosoma cruzi — возбудителя болезни Шагаса.
Для трипаносом характерно чередование клеточных форм: эпимастиготной в кишечнике насекомого и трипомастиготной и амастиготной в организме млекопитающих.
Различные клеточные формы трипаносом:
- амастиготная форма — (бывшая лейшманиальная) овальная или круглая, обычно встречается без жгутика.
- промастиготная форма — (промастигота) продолговатой формы, кинетопласт и кинетосома находятся в передней части клетки. Жгутик выходит через относительно короткий жгутиковый карман, открывающийся терминально. (Старое название формы — лептомонадная)
- эпимастиготная форма — (ранее критидиальная) отличается от трипомастиготы тем, что кинетопласт и кинетосома сильно смещаются вперёд и располагаются непосредственно перед ядром. Жгутик также проходит сначала внутри неглубокого жгутикового кармана, а затем по краю ундулирующей мембраны, которая соответственно значительно короче, чем у предыдущей формы.
- трипомастиготная форма — кинетопласт и кинетосома находятся сзади ядра, однако, в отличие от предыдущей формы, ундулирующая мембрана широкая и длинная.

Род трипаносом интересен наличием механизма защиты от иммунной системы жертвы. При проникновении в организм и их обнаружении иммунной системой у трипаносом включаются гены, ответственные за синтез гликопротеинов, в результате находящиеся на поверхности мембраны гликопротеины сменяются на другие, и иммунная система не может распознать паразитов, что даёт им больше времени для размножения.
Все представители семейства Trypanosomatidae размножаются только бесполым путём, в основе которого лежит, как и у других жгутиконосцев, продольное деление. Первым делится кинетопласт, в котором до этого завершается синтез и репликация ДНК. Рядом с дочерним кинетопластом начинает формироваться новый жгутик. В этот же период митотически делится ядро. Разделение цитоплазмы начинается с переднего конца клетки.

## Жизненный цикл Tripanosoma gambiense
Жизненный цикл данного вида можно условно разделить на стадии, проходящие в организме человека, и стадии в организме мухи цеце, которая является переносчиком трипаносомы.
Начнём с того момента, когда в организм человека проникают инвазионные стадии, сформировавшиеся в организме мухи, — так называемые метациклические трипомастиготы. Впоследствии они разносятся по кровяному руслу, попадают в различные жидкие ткани (лимфу, ликвор и т. д.), где происходит серия бинарных делений. Затем при укусе мухи цеце трипомастиготы попадают к ней в кишечник, где происходит их трансформация в проциклические трипомастиготы и следующее за ней бинарное деление. Они выходят из кишечника, принимают эпимастиготную форму, попадают в слюнные железы, где активно размножаются и впоследствии формируют инвазионные стадии.